# Puchar Świata w Zapasach 1990
Zawody Pucharu Świata w 1990 roku
- w stylu klasycznym mężczyzn rywalizowano pomiędzy 24 a 25 listopada w Göteborgu (Szwecja).
- w stylu wolnym mężczyzn w dniach 31 marca–1 kwietnia w Toledo (Stany Zjednoczone).

## Styl klasyczny

### Ostateczna kolejność drużynowa
| Poz. | Państwo           |
| ---- | ----------------- |
|      | ZSRR              |
|      | Kuba              |
|      | Stany Zjednoczone |
| 4.   | Szwecja           |
| 5.   | Iran              |

### Klasyfikacja indywidualna
| Waga   |                     |                      |                       | 4                 | 5                |
| ------ | ------------------- | -------------------- | --------------------- | ----------------- | ---------------- |
| 48 kg  | Luis Sarmiento      | Szamsatdin Abbasow   | Eric Wetzel           | Madżid Dżahandide | Pierre Wiberg    |
| 52 kg  | Gagik Avakyan       | Abdolkarim Kakahadżi | Shawn Sheldon         | Jorge Pacheo      | Sandor Csergoe   |
| 57 kg  | Pierre Dikanda      | Siergiej Bułanow     | Amadoris González     | Dennis Hall       | Mohammad Sohli   |
| 62 kg  | Aristidis Rumbenian | Jose Mario Olivera   | Buddy Lee             | Niklas Hentunen   | Mehdi Farhani    |
| 68 kg  | Kamandar Madżydow   | Marthin Kornbakk     | Andrés Alexis Jiménez | Andy Seras        | Yaghuob Salehi   |
| 74 kg  | Bisołt Decyjew      | Torbjörn Kornbakk    | Nestor Almanza        | Gordy Morgan      | Ali Akbar        |
| 82 kg  | Däulet Turłychanow  | John Morgan          | Magnus Fredriksson    | Naser Chalili     | Jorge Garcia     |
| 90 kg  | Reynaldo Peña       | Wjaczesław Ołejnyk   | Mikael Ljungberg      | Dżaber Abbaszade  | Randy Couture    |
| 100 kg | Héctor Milián       | Zauri Iwanoszwili    | Mike Foy              | Jan Moeller       | Ahmad Olad Azami |
| 130 kg | Matt Ghaffari       | Serghei Mureico      | Abdollah Azizi        | Wilfredo Pelayo   | Joergen Svensson |

## Styl wolny

### Ostateczna kolejność drużynowa
| Poz. | Państwo           |
| ---- | ----------------- |
|      | Stany Zjednoczone |
|      | ZSRR              |
|      | Kuba              |
| 4.   | Turcja            |
| 5.   | Kanada            |

### Klasyfikacja indywidualna
| Waga   |                      |                   |                     | 4                  | 5                     |
| ------ | -------------------- | ----------------- | ------------------- | ------------------ | --------------------- |
| 48 kg  | Gnel Medszlumjan     | Tim Vanni         | David Penvela       | Miramad Quirizadah | İlyas Şükrüoğlu       |
| 52 kg  | Bagawdin Umachanow   | Alfredo Leyva     | Ed Woodburn         | Ahmet Orel         | Christopher Woodcroft |
| 57 kg  | Ahmet Ak             | Rusłan Karajew    | Brad Penrith        | Osmel Rodriguez    | Robert Dawson         |
| 62 kg  | Gocza Makojew        | Gary Bohay        | Metin Kaplan        | Lázaro Reinoso     | John Fisher           |
| 68 kg  | John Giura           | Wałerij Werhuszin | Chris Wilson        | Santiago Contreras | Rahmi Harunoglu       |
| 74 kg  | Sagid Murtazalijew   | Fevzi Şeker       | Rob Koll            | Ed Sernoski        | Rafael Basto Alvarez  |
| 82 kg  | Jurij Worobjow       | Necmi Gençalp     | Melvin Douglas      | Orlando Hernández  | Christopher Rinke     |
| 90 kg  | Macharbiek Chadarcew | Jim Scherr        | Geovany Redmond     | Sebahattin Öztürk  | Gregory Edgelow       |
| 100 kg | William Scherr       | Leri Chabiełow    | Mahmut Demir        | Steve Marshall     | Jorge Victor Soler    |
| 130 kg | Bruce Baumgartner    | Domingo Mesa      | Dawit Gobedżiszwili | Hayri Sezgin       | Daniel Payne          |